# Margarete Metzner
Margarete Metzner, nata Klebe (Berlino, 11 maggio 1899 – ???), è stata una pattinatrice artistica su ghiaccio tedesca. Insieme al marito Paul Metzner ha vinto un bronzo al Campionato del mondo nel 1922.

## Biografia
Margarete Klebe è nata a Berlino l'11 maggio del 1899. Nel 1917 si è classificata seconda nella competizione nazionale femminile. L'anno successivo si è classificata terza, dopo aver vinto le figure obbligatorie. Nel 1919 ha ottenuto un altro secondo posto. Durante una competizione ha conosciuto Paul Metzner, e ha iniziato a pattinare con lui. La coppia si è sposata il 12 maggio del 1921. L'anno successivo hanno vinto il bronzo nella prima edizione del Campionato del mondo disputata dopo la Prima guerra mondiale. 

## Risultati

### Individuale (come Margarete Klebe)
| Evento              | 1917 | 1918 | 1919 |
| ------------------- | ---- | ---- | ---- |
| Campionati tedeschi | 2°   | 3°   | 2°   |

### Coppie
Con  Paul Metzner
| Evento              | 1920 | 1922 |
| ------------------- | ---- | ---- |
| Campionati mondiali |      | 3°** |
| Campionati tedeschi | 1°*  |      |

* come Margarete Klebe
* come Margarete Metzner